# تی‌اس‌اس گلفیتو
تی‌اس‌اس گلفیتو (به انگلیسی: TSS Golfito) یک کشتی بود که طول آن ۴۴۸ فوت (۱۳۷ متر) بود. این کشتی در سال ۱۹۴۹ ساخته شد.